# 하얀 궁전
《하얀 궁전》(영어: White Palace)은 미국에서 제작된 루이스 만도키 감독의 1990년 에로 로맨틱 드라마 영화이다. 수전 서랜던, 제임스 스페이더 등이 출연하였고, 그리핀 던 등이 제작에 참여하였다.

## 줄거리
2년 전 교통 사고로 아내를 잃은 27살 세인트루이스 광고책임자 맥스는 세상과 담을 쌓고 지내고 있다. 맥스는 식당 하얀 궁전에서 햄버거를 주문 수량보다 모자라게 받자 이를 따지다가 43살 종업원 노라를 알게 되고 관계를 맺는다. 그러나 두 사람은 나이차와 계층차로 갈등하는데...

## 출연진
- 수전 서랜던 - 노라 베이커 역
- 제임스 스페이더 - 맥스 배런 역
- 제이슨 알렉산더 - 닐: 맥스의 친구.
- 캐시 베이츠 - 로즈메리 역
- 아일린 브레넌 - 주디 역: 노라의 여자형제.
- 스티븐 힐 - 솔 호러위츠 역
- 킴 마이어스 - 하이디 솔로몬 역
- 미치 매콜 - 소피 로즌 역

## 기타 제작진
- 공동 제작: 빌 피니건
- 협력 제작: 로빈 포먼
- 배역: 낸시 네이어
- 미술: 지닌 오퍼월
- 의상: 리사 젠슨